# 欧洲百合
欧洲百合又名頭巾百合，为百合科百合属的多年生草本植物，主要分布在欧洲、蒙古、朝鲜，西伯利亚、斯堪的纳维亚（归化）等地也有分布，是常用庭园花卉之一。欧洲百合的花朵有红、深紫、橙、白色，花瓣上分布有很多斑点，有芳香气味，每株生有数朵。

## 特征

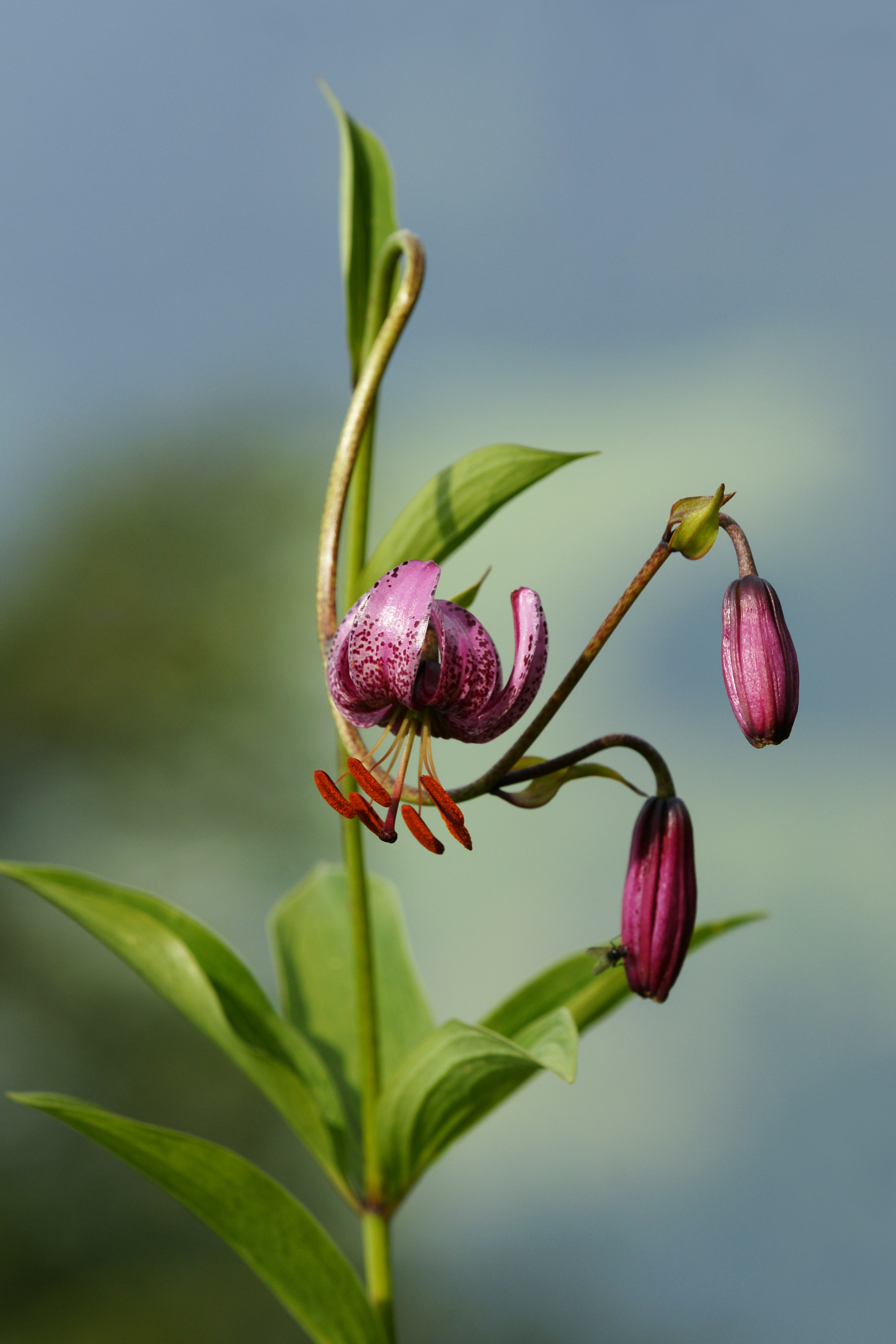
攝於奧地利多恩比恩海拔1,456米的施陶芬山腳下的欧洲百合（L. m. var. martagon）

株高30－150厘米，偶有200厘米个体；鳞茎卵形，直径可达8厘米，鳞瓣黄色。欧洲百合的特点是具有地下固着根，这就能保证鳞茎处於足够深的土壤中。
茎无分支，直立挺拔，圆柱形，常具有红色斑点，茎下部密集多叶。茎中部是8－14片叶组成的4－8个车轮形排列的叶簇，叶簇越靠近顶端越小，叶的另外一种生长方式是互生。叶披针形，长15厘米，宽5厘米，叶缘光滑无毛。
花芬芳，下垂，一般为鲜红色，也有橙、艳紫、白色的种类，被片上分布有大小不同的深色斑点，斑点的颜色依种类和不同个体而有所差异，有的种类也可能是颜色单一的纯色，并无斑点；圆锥花序，每个花序可包含多达16朵花。在阳光充足的草甸等开阔的生长环境下，一个花序可生长多达20朵花。花两性，花被完全反卷，由6片等长花瓣组成，被片末端接触花被基部；被片为线形或长椭圆形，长30－45毫米，宽6－10毫米。整个花盖（花被）直径3－6厘米，花柱偏离花序轴，长18－20毫米，柱头膨大；雄蕊6枚，长18－24毫米，花药红色，长6－11毫米，延伸到花被外部，花粉为橙红色。花期6－8月。
果实为3裂蒴果，每个蒴果包含多达约100枚种子，果期9月前後。种子通过风媒和动物媒传播；其扁平有翅，通过翅种子可以飞行传播；在潮湿的环境中，其也可以通过水媒来传播。种子在完全黑暗的环境下才能按期发芽，因此种子上需要一层较薄的覆土。染色体数为2n＝24。

## 生态

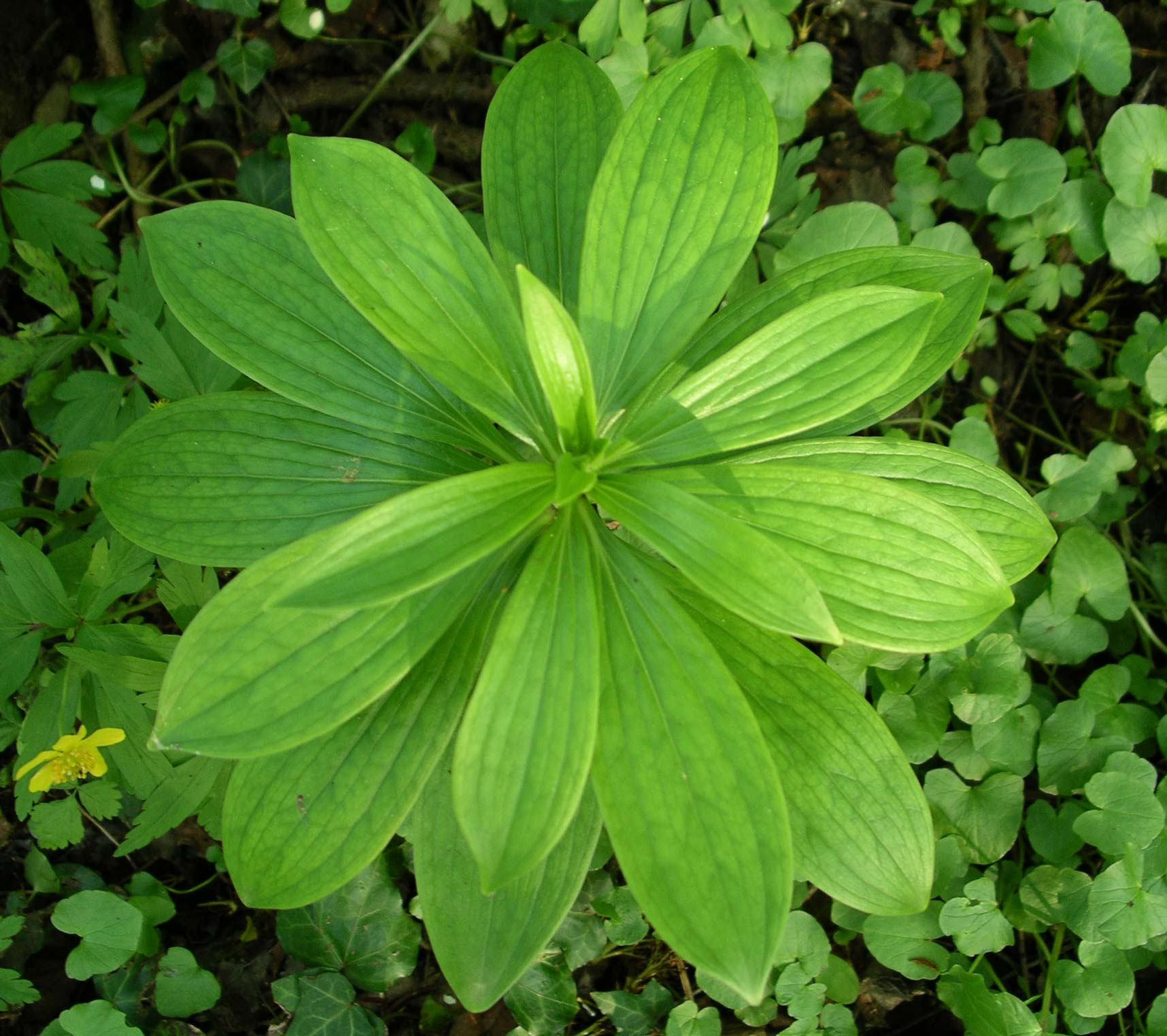
轮叶

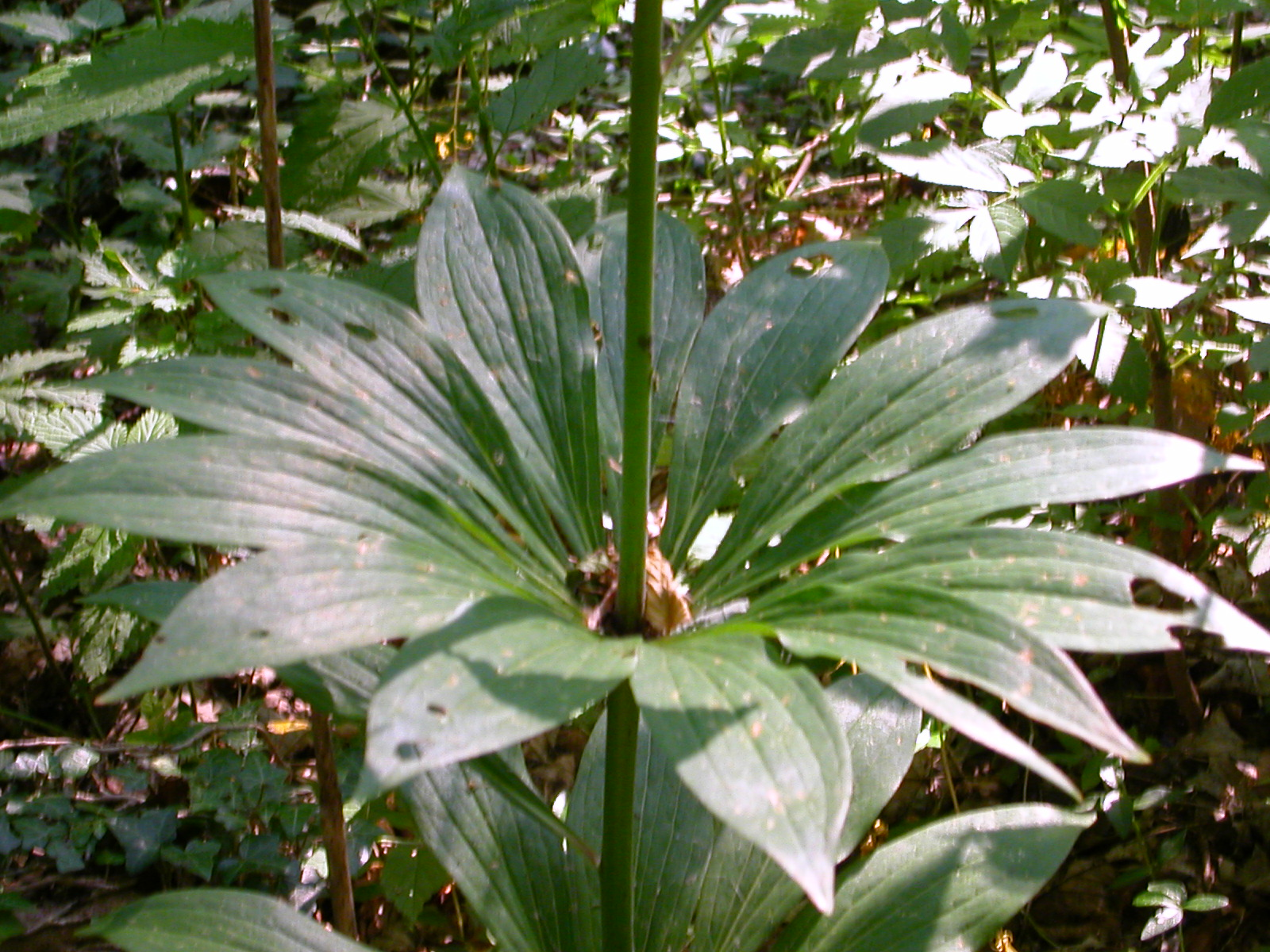
欧洲百合极具特点的轮叶

欧洲百合会在傍晚开放，到了夜间就会散发出浓厚甜蜜的芳香气味，能吸引很多具长喙的鳞翅目昆虫前来传粉，如天蛾科（Sphingidae）的小豆长喙天蛾（Macroglossum stellatarum）和红节天蛾属（Sphinx）昆虫均是欧洲百合的主要传粉昆虫。
被片下部的中心是由两部分组成的蜜腺沟，沟内会聚集边缘细胞分泌的花蜜，被片上被毛，覆盖住蜜腺沟，因此只有具长喙的昆虫才能伸进10－15毫米长的蜜腺沟中吸食花蜜。由於花朵下垂，被片表面为革质，非常油滑，不利於昆虫抓紧，不过对於能够悬空吸食的昆虫却是很容易得到花蜜的。此外，夜蛾科（Noctuidae）的冬夜蛾（Cucullia umbratica）能用前足并拢扣在花上以支撑扇动的翅膀，这样在吸食花蜜的同时也有利於传授花粉。斜向一侧的花朵可以由鳳蝶總科的蝴蝶来传粉和授粉。分布於加利福尼亚的欧洲百合近缘种由蜂鸟（Trochilidae）来传授花粉。
首先飞到柱头上的外来花粉会进入柱头。当昆虫来吸蜜时，它们头部和身体上的花粉也会传到花上。花的结构使花粉总能接触到柱头，因此就为自花受粉创造了可能，然而对於欧洲百合，植物自交不亲和性阻止了自花受精。
欧洲百合在茂密荫蔽的森林中能生长得很茂盛，叶片会非常碧绿，但植株仅能开寥寥数朵花，甚至不开花。

## 天敌

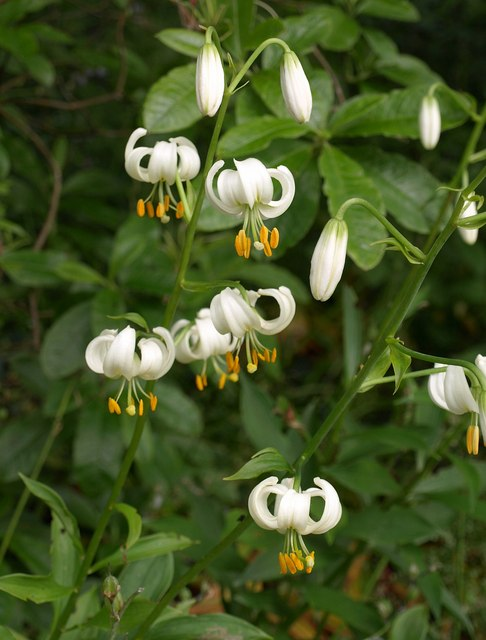
L. m. var. album

西方狍（Capreolus capreolus）会啃食欧洲百合的花蕾。欧洲百合的主要害虫是新疆百合负泥虫（Lilioceris lilii），它们繁殖力强，幼虫会啃食百合花苞、茎干、叶片和幼芽，会造成其不开花，对植株造成很大伤害。

## 生境
欧洲百合常与草本落叶植物或针叶林生长在一起，喜半阴凉爽的环境，常生於石灰岩基岩和土壤中。只有在山区中，欧洲百合才会生长在海拔高於山林的草甸和田野中，且常与其他高大的草本植物一起生长，这种环境下的植物很难有节制的生长，但欧洲百合与其他植物能和平共处。根据Oberdorfer划分的植物社会学单元，欧洲百合属於纲（山地高大草本植物）的群團（橡树－鹅耳枥树林，异名Carpinion betuli Issler, 1931）。
欧洲百合喜肥沃且营养充足的腐葉土黏土，喜溫和的弱酸性土壤，或者是疏松且深度足夠的壤质土。
根据Ellenberg的研究，欧洲百合的生态学植物指示值为：L-4、T-x、K-5、F-5、R-7、N-5，这表明欧洲百合是一种需光、半阴生植物，弱酸、弱碱、中等氮含量的指示植物。

## 分类

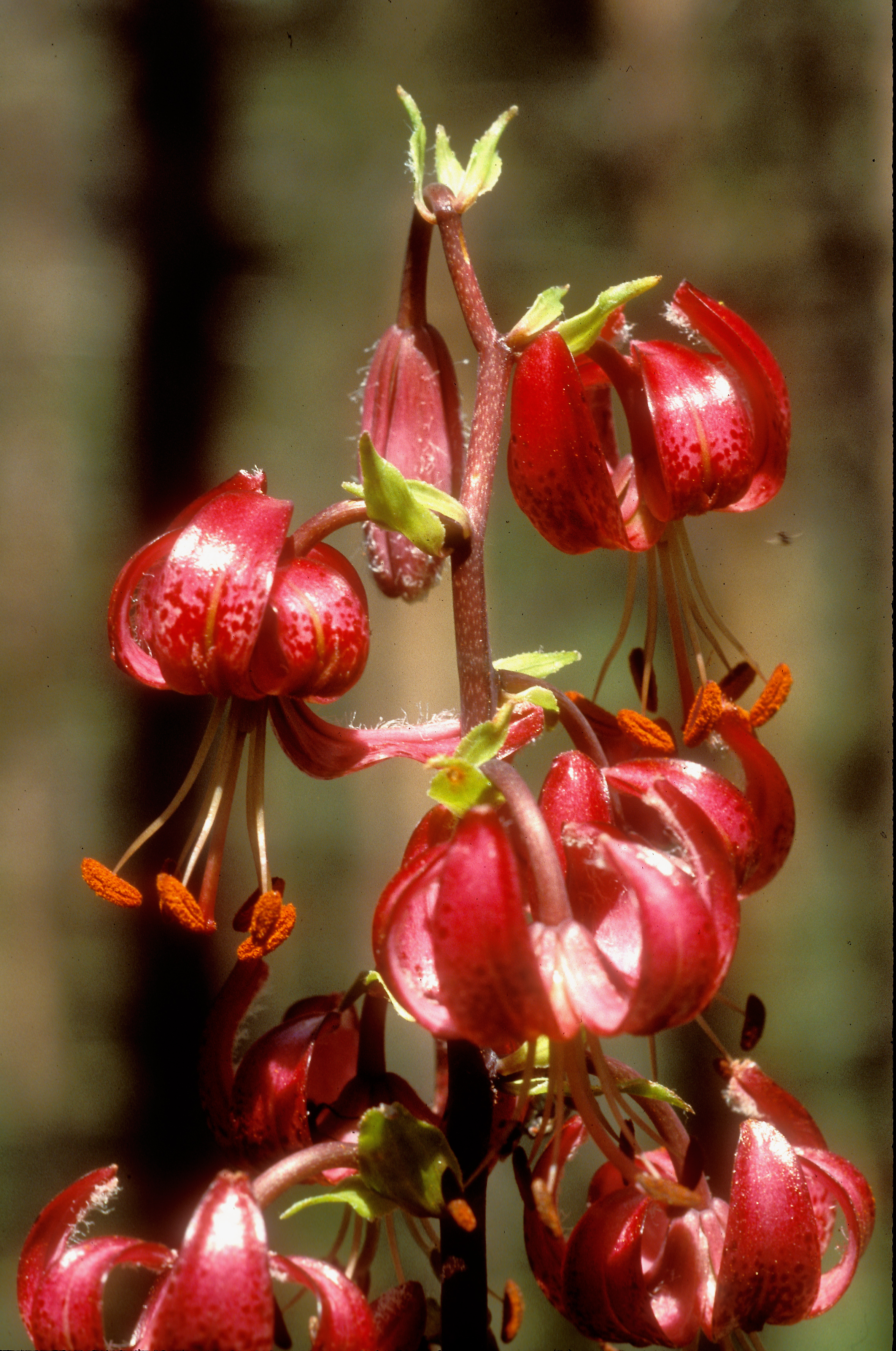
L. m. var. cattaniae

由於欧洲百合分布非常广泛，其各地形态差异很大，因此本种下曾设立很多亚种，不过现在大多数都被认为是无效的。在《World Checklist of Selected Plant Families》中，只有新疆百合（Lilium martagon var. pilosiusculum）被承認為有效学名，而在GRIN数据库中，共有5个变种被认为是有效的（var. albiflorum、var. album、var. cattaniae、var. hirsutum、var. sanguineopurpureum）。下列是被广泛承認的变种：
- Lilium martagon var. album：花纯白色，叶淡绿色，蜜腺绿色，株型较小，种子大多为白色。
- Lilium martagon var. cattaniae：花暗红色，多毛，茎几乎为黑色，株型大，株高达200厘米，分布於達爾馬提亞山区。
- 欧洲百合（原变种） Lilium martagon var. martagon：花淡紫色，密布暗紫色斑点。
- 新疆百合 Lilium martagon var. pilosiusculum：花紫红色，有斑点，茎细，苞片和花芽被长而卷的白色密绒毛，株型较小，株高45－90厘米，常见於山坡阴处、林下灌木丛中，生长在海拔200米－2500米的地区，分布於西伯利亚、蒙古和中国大陆的新疆北部，鳞茎可食用。[2][12]

## 名称起源

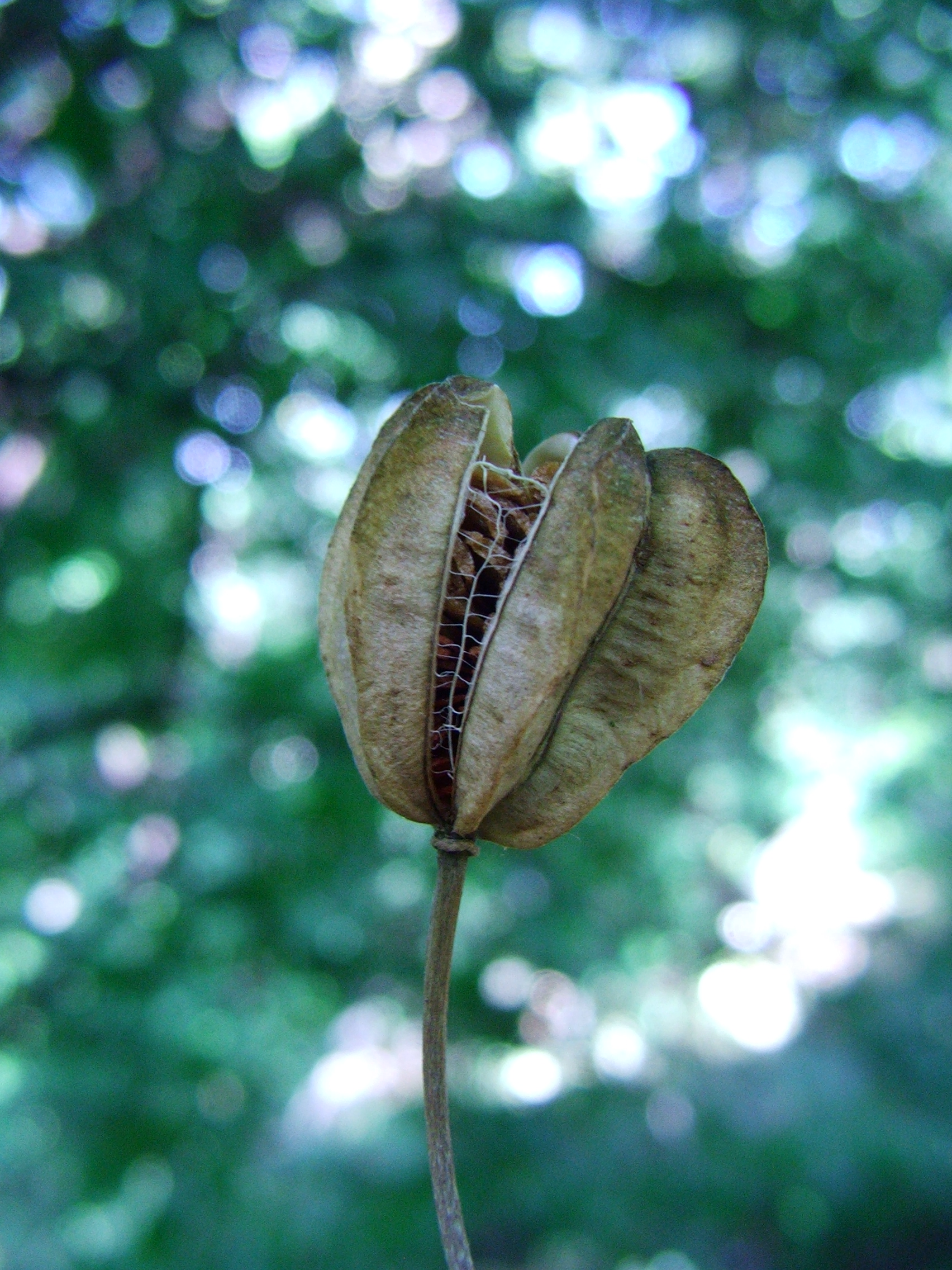
蒴果

卡尔·林奈最初将欧洲百合的学名描述为Lilium Martagon montanum majus, floribus reflexis，最初是於1477年用英语记录。其种加词martagon的起源有多种说法。一种语源是名称源自奥斯曼帝国的苏丹穆罕默德一世（1413年－1421在位）佩戴的一种土耳其头巾martagan，是一种新式的伊斯兰包头巾，因为其花瓣反卷，与这种头巾类似。另一语源是名称来自战神玛尔斯的名字Mars（属格martis），因为炼金术士认为欧洲百合的形态与金属的状态变化不无关系。欧洲百合的英语俗名Martagon或Turk's cap lily都与第一种语源有关，而其德语俗名Türkenbund也是外来语，源自土耳其头巾turban。

## 用途

### 古代用途
古代的炼金术士相信在欧洲百合的帮助下，他们能将贱金属转化成黄金。欧洲百合也常被中世纪的人们用於治疗痔疮，当时常作为一种多用途的治疗药物。另外，当时的人们认为给奶牛喂食欧洲百合，就能产出颜色鲜亮美丽的黄色黄油。

### 园艺
欧洲百合被认为是仅次於珠芽百合、聖母百合的3种中欧经典百合之一，因为它们颜色多变，对环境的耐性好，而且寿命长（50年），所以成为受欢迎的园艺植物。
自从19世纪末开始，很多商业杂交种被培育出来。2007年初，Online Lily Register上注册的轮叶组百合杂交种已超过210种，其中大部分是以欧洲百合为亲本培育而成的。